# 思陆法
思陆法（？—？），《明史》、《明实录》作思禄、思陆、思六法、思六发，孟养君主，前麓川君主思任法之子。

## 生平

### 早年
1449年，王骥三征麓川，在孟养击败思氏，思机法与思卜法逃走，孟养部众拥立思任法少子思陆法。王骥深知无法彻底剿灭思氏，于是与思陆法约定，同意许给土目官职管理各部落土人，令其世居孟养，在金沙江（伊洛瓦底江）边立石为界，誓曰“石烂江枯，尔乃得渡”。思陆法听命，王骥班师。随后，思卜法回到孟养，思卜法之后，由思洪法继位。约1480年前后，思陆法继位。《滇史》称思陆法与思洪法是同一个人，其早年名思洪，后改名思禄。但《明史》称思洪法为思卜法之子，思卜法与思陆法同为思任法之子。
明朝没有授予思氏官职，1482年、1487年，思陆法以“孟养金沙江思六发”的名义，先后遣陶孟刀捧卜、刀肯痕进京朝贡。1491年，思陆法以“孟养金沙江土舍思六法”名号，再次入贡。这时镇守云南的太监钱能贪财，思陆法用珍宝贿赂钱能，因此得其批准入贡明朝。
成化年间（1465年－1487年），思陆法曾占据缅甸下辖的听盏。1488年，缅甸进京朝贡的贡使向明朝报告，称其途经孟养前往明朝，路上被思陆法阻碍，希望明朝派人护送回缅。

### 攻打孟密
木邦宣慰司与其下属的孟密头目发生矛盾，孟密于景泰年间反叛木邦，明朝在1484年设立孟密安抚司，此后，孟密与木邦仍攻伐不断。弘治年间（约1491年前后），木邦宣慰罕挖法前往南方的孟乃娶亲，孟密思楪乘机偷袭，攻打木邦，又策反了木邦下属的头目高答落，截断罕挖法归路，罕挖法被迫在孟乃停留三年。思楪围攻蛮遮时，罕挖法之妻向思陆法求救。孟养思氏原与明朝约定，除非总兵下令要求从征，否则不能渡过伊洛瓦底江，此次思陆法也希望出征，向明朝请求允许其派兵东渡。滇西傣族土司中有传言，据说孟密土司向来惧怕思陆法的军队，于是前来安抚诸土司的抚夷官向云南总兵官沐琮、镇守太监刘昶和云南巡抚张诰申请，允许思陆法渡江剿捕思楪，云南军官同意了这个提议。孟养军尚未抵达，思楪听说思陆法出征，迅速退走，罕挖法得以回到木邦。
罕挖法回到木邦后，各部落重新倒向木邦，但不久后又再次投靠孟密。罕挖法告知明军千户尹铭，说上次原本可以擒获思楪，但是抚夷官走漏风声，错失良机。尹铭将情况上报，总兵沐琮、巡抚张诰、太监刘昶商议，发孟养兵，并通知听从明朝号令的各土司，协力剿捕思楪。1494年，思陆法派大陶孟伦索率兵出征，伦索渡江后，在南牙山会合明军左参政毛科，伦索指着一只鹰说“我曹犹此鹰，夺得地土，即管食之耳”。毛科听闻很不满，但也无可奈何，派人催促明军将领赵炯在蛮莫会师。
孟养军在蛮莫寨前扎营，毛科和赵炯商议招降思楪留守蛮莫的头目思英，思英不从，偷袭打死孟养二人、打伤一人。思英闭寨不出，书信告知明军愿意讲和。伦索得知要讲和，颇有怨言。这时明军已断粮，士兵开始采摘芭蕉心为食，毛科见思英不出，又想到伦索之前说的话，遂拔营而走，移驻孟都，赵炯也以断粮为由，撤至南牙山。毛科、赵炯都已撤走，伦索害怕思英截断后路，于是也撤走，借道干崖，返回孟养。毛科与思楪讲和，令其退还侵占的木邦地，并要求入贡、赔偿明军粮饷费用。云南总兵镇巡戒令孟养，各守地界，但孟养不听，此后数次东渡与孟密交战，1497年出兵占据了蛮莫、孟木、贡章等地，又与木邦一起烧毁孟密安抚司。《明史》评价，“蛮中之患，又在孟养矣”。

### 退还侵地
1499年，思陆法希望遣使入贡，被明朝拒绝。思陆法一直占据蛮莫等地，明朝怀疑思陆法有吞并孟密、觊觎麓川故土的想法，准备发兵讨伐。随后，云南巡抚陈金报告，思陆法虽然出兵占据孟密的地盘，但一直没有入侵明朝内地土司，并且思陆法称不敢私吞其占领的土地，会将之归还给木邦。1503年，云南分守金腾参将都指挥卢和、布政司参议郭绪、按察司副使曹玉前往腾冲抚谕思陆法，思陆法先后派出陶孟卜送闷、罕曰猛、怕莫与明朝接洽，送出礼物，明朝晓与利害，命令思陆法退回江西、归还蛮莫地。随后卢和等人抵达伊洛瓦底江边的孟赖，思陆法派大陶孟伦索、怕卓率部来见，和等如前谕之，思陆法听命，退还蛮莫等13处地方，将军队撤回江西。明朝认为思陆法“前有助平思楪之功，今有悔祸纳款之顺”，准备赐给名目冠带，被其拒绝，因为思陆法想得到的是宣慰司印，而不是普通的名目冠带。

### 求授宣慰
1506年，思陆法遣使进贡，希望受封宣慰衔、得到一颗宣慰司印。明廷兵部商议后，认为思陆法是麓川思任法余孽，若授予宣慰，恐怕他会觊觎麓川故地，最后拒绝了思陆法的请求，只是设宴款待来使、多给一些回赠礼物。

### 攻打缅甸
1502年，孟养派兵攻打缅甸美都、鄂耶内等地，攻破美都城。1506年，孟养又攻打缅甸的德勃因城，缅甸援军赶到德勃因，与孟养谈判，承认了孟养拥有美都、鄂耶内的控制权，孟养同意和谈条件，退还德勃因城。1511年，因缅甸与孟密结盟，孟养再次出兵孟密的八莫（属蛮莫地），缅甸趁机攻打美都，不敌，被孟养击退。1515年，缅甸与孟养再次争夺美都地区，孟养战败，缅甸收复美都。

## 引用
1. ↑  明史·卷三百十五·云南土司传三，8132页，缅甸条："嘉靖初，孟养酋思陆子思伦纠木邦及孟密，击破缅，杀宣慰莽纪岁并其妻子，分据其地。缅诉于朝，不报。"
2. 1 2  明史·卷三百十四·云南土司传二，8120页，麓川平缅条："骥还兵，其部众复拥任发少子思禄据孟养地为乱。"
3. ↑  明史·卷三百十四·云南土司传二，8120页，麓川平缅条："骥等虑师老，度贼不可灭，乃与思禄约，许土目得部勒诸蛮，居孟养如故，立石金沙江为界，誓曰“石烂江枯，尔乃得渡”。"
4. ↑  明史·卷三百十四·云南土司传二，8120页，麓川平缅条："思禄亦惧，听命，乃班师。"
5. ↑  滇史·卷十一，317页："思洪又改名思禄，以酋目居部，虽无官，其豪僭如王者。"
6. ↑  明史·卷三百十五·云南土司传三，8152页，孟养条："卜发死，子思洪发嗣，自天顺、成化，每朝贡辄署孟养地名，俨然自有其地矣。"
7. ↑  明史·卷三百十四·云南土司传二，8120页，麓川平缅条："七年，任发子思卜发奏：“臣父兄犯法，时臣幼无知。今不敢如父兄所为，甚畏朝廷法，谨备差发银五百两、象三、马六及方物等，遣使人入贡，惟天皇帝主哀怜。”"
8. ↑  明宪宗实录·二二六卷，3873页，成化十八年四月甲辰条："云南孟养金沙江思六发遣陶孟刀捧卜等来朝贡象马及金银器等物赐宴并衣服彩叚等物有差"
9. ↑  明宪宗实录·二八八卷，4867页，成化二十三年三月辛亥条："云南孟养金沙江思六发遣陶孟刀肯痕等来朝贡象马及金银器赐宴并彩叚钞锭有差"
10. ↑  明孝宗实录·四九卷，997页，弘治四年三月辛丑条："贵州宣慰使司土官宣慰使安贵荣及中曹蛮夷等长官司土官副长官刘铎等并云南孟养金沙江土舍思六法遣头目人等谢恩贡马俱赐彩叚钞锭有差仍回赐安贵荣思六法锦叚等物如例"
11. ↑  明史·卷三百十五·云南土司传三，8152页，孟养条："太监钱能镇云南，思陆发数以珍宝遗能，因得入贡，称孟养金沙江思陆发，常规立功以袭祖职。"
12. 1 2 3 4  明孝宗实录·一五三卷，2722页，弘治十二年八月辛亥条："巡按云南监察御史谢朝宣奏孟养夷酋思陆本麓川叛贼遗孽窜居迤西金沙江外成化中尝据缅甸之听盏弘治七年徵调其兵渡江遂复据腾冲之蛮莫又率木邦起兵攻烧孟密安抚司杀掠夷民二千馀人劫象马金宝有并吞孟密觊觎故土之志"
13. ↑  明孝宗实录·二一卷，491页，弘治元年十二月庚子条："云南缅甸宣慰司头目打戛苏等以入贡还具奏此行路经孟养地方恐为思六发所沮乞遣官护送至境礼部请准成化十八年例止令原伴送千户及通事官送回云南转令镇巡官择人护送出境从之"
14. ↑  明史·卷三百十五·云南土司传三，8146页，木邦条："曩罕弄者，故木邦宣慰罕揲法之女，嫁其孟密部长思外法。地有宝井。罕揲法卒，孙落法嗣。曩罕弄以尊属不乐受节制，嗾族人与争。景泰中，叛木邦，逐宣慰，据公署，杀掠邻境陇川、孟养，兵力日盛，自称天娘子，其子思柄自称宣慰。"
15. 1 2  明史·卷三百十五·云南土司传三，8147页，木邦条："二十年遂设孟密安抚司，以思柄为使。"
16. ↑  明史·卷三百十五·云南土司传三，8148页，木邦条："初，孟密之复叛木邦也，因木邦宣慰罕挖法亲迎妇于孟乃寨，孟密土舍思揲乘虚袭之，据木邦，诱降其头目高答落等，聚兵阻路。罕挖法不得归，依孟乃寨者三年。"
17. ↑  明孝宗实录·一四八卷，2608页，弘治十二年三月甲申条："思楪攻围蛮遮急宣慰妻求救孟养思陆"
18. ↑  明孝宗实录·一四八卷，2608页，弘治十二年三月甲申条："思陆者麓川反寇遗孽约非总兵军符徵发不许过江至是自请劾力剿捕思楪"
19. ↑  明孝宗实录·一四八卷，2608页，弘治十二年三月甲申条："而夷俗相传孟密素畏思陆之兵抚夷者以为然遂为请于总兵镇巡官许之"
20. ↑  明孝宗实录·一四八卷，2609页，弘治十二年三月甲申条："孟养军未至思楪闻之亦觧去别部有执信蛮以献者罕挖法得归故土"
21. ↑  明孝宗实录·一四八卷，2609页，弘治十二年三月甲申条："诸夷部落稍附之未几复贰于思楪"
22. ↑  明孝宗实录·一四八卷，2609页，弘治十二年三月甲申条："罕挖法以告有千户尹铭者尝从抚夷因言思楪可擒之状前举以抚夷官不协自失机会"
23. ↑  明孝宗实录·一四八卷，2609页，弘治十二年三月甲申条："于是总兵沐琮太监刘昶巡抚都御史张诰议发孟养兵并檄夷部归附者令戮力捕思楪"
24. ↑  明孝宗实录·一四八卷，2609页，弘治十二年三月甲申条："思陆乃遣大陶孟伦索领夷兵象马过江"
25. ↑  明孝宗实录·一四八卷，2610页，弘治十二年三月甲申条："科狼狈移营逾月引兵驻南牙山与孟养兵会伦索既过江指鹰谓蔺昂曰我曹犹此鹰夺得地土即管食之耳"
26. ↑  明孝宗实录·一四八卷，2610页，弘治十二年三月甲申条："科闻之忧懑不能寝使人促炯会蛮莫"
27. ↑  明孝宗实录·一四八卷，2610页，弘治十二年三月甲申条："时孟养兵营蛮莫寨前科与炯议遣尹铭及他把事昭降思英思英不从伏兵伤孟养一人杀二人"
28. ↑  明孝宗实录·一四八卷，2610页，弘治十二年三月甲申条："思英等闭寨不出复遣人往谕之乃以缅书来言愿与宣慰讲和"
29. ↑  明孝宗实录·一四八卷，2610页，弘治十二年三月甲申条："孟养兵闻约降颇有怨言"
30. ↑  明孝宗实录·一四八卷，2610页，弘治十二年三月甲申条："是时军士无粮皆采芭蕉心食之科见思英不出又念伦索前语遂引兵往营孟都炯亦以无粮引还止南牙山"
31. ↑  明孝宗实录·一四八卷，2611页，弘治十二年三月甲申条："科炯既去伦索亦惧思英绝其归路领兵取道干崖而还"
32. ↑  明孝宗实录·一四八卷，2611页，弘治十二年三月甲申条："思楪使头目曩方来请事科责令备象二匹谢宣慰退所侵地仍备方物纳贡偿官军粮饷费曩方听从而去"
33. ↑  明孝宗实录·一四八卷，2611页，弘治十二年三月甲申条："科炯用兵失利总兵镇巡闻之惧即召科还且戒令孟养还兵各守境界然孟养自是遂犯约数兴兵渡江与孟密战矣"
34. ↑  明孝宗实录·一九五卷，3592页，弘治十六年正月己巳条："镇巡等官以闻因言蛮莫等地原隶(本)[木]邦成化间始为孟密所有至弘治十年又为思陆所据"
35. ↑  明孝宗实录·一五四卷，2737页，弘治十二年九月乙丑条："福建右布政使李韶以前任云南右参政颇知土俗事宜上疏言四事……一谓孟养思陆乃麓川叛贼馀孽正统开讨平麓川时怜其幼驱置江外盟誓不许过江厥后遗种滋蔓往年过江夺据孟密所管孟木贡章蛮莫诸村寨"
36. ↑  明史·卷三百十五·云南土司传三，8148页，木邦条："木邦与思陆谋共取孟密，于是蛮中之患，又在孟养矣。"
37. ↑  明孝宗实录·一五五卷，2763页，弘治十二年十月壬辰条："先是镇守金齿太监吉庆言孟养思陆欲贡方物兵部议不可许"
38. ↑  明孝宗实录·一五四卷，2738页，弘治十二年九月乙丑条："福建右布政使李韶以前任云南右参政颇知土俗事宜上疏言四事……今思楪已死其势渐弱木邦与相交通缅甸道路险远干崖陇川之兵不强臣恐思陆之志不在孟密木邦而在干崖陇川也"
39. ↑  明孝宗实录·一六七卷，3036-3037页，弘治十三年十月乙巳条："镇守云南黔国公沐昆等奏孟养思陆遣人越过金沙江占夺孟密蛮莫贡章等处抚谕日久不听……欲集大军剿之因画上三策……"
40. ↑  明孝宗实录·一七七卷，3259-3260页，弘治十四年闰七月戊戌条："巡抚云南都御史陈金奏……臣等当持重审处事下兵部会官议谓思陆虽聚兵据地然未敢侵我边方且自称所据前地止归于木邦不敢私有亦不归之孟密"
41. ↑  明孝宗实录·一九五卷，3591页，弘治十六年正月己巳条："云南分守金腾参将都指挥卢和同布政司参议郭绪按察司副使曹玉抚谕孟养思陆和先行至腾冲孟养陶孟卜送闷立遣人来投缅书并致方物以觇我虚实和谕以祸福使归语思陆掣兵过江归所占蛮莫等地旦调陇川乾崖南甸三宣抚司夷兵象马一千偕官军操练示以必徵时绪玉赍敕谕榜文来会干崖而卜送闷立听招而至遂友覆开谕使语思陆谓肃昔听调而来本月效顺之心虽为孟密所困其所摧败亦足相当今乃占据我土不肯过江实尔之罪能及时听抚则悔祸从福之机也思陆始遣陶孟罕曰猛怕莫投缅书兼献银器等物"
42. ↑  明孝宗实录·一九五卷，3591页，弘治十六年正月己巳条："和等分道进至金沙江孟赖思陆仍遣大陶孟伦索怕卓等再率所部来见和等如前谕之思陆听命退还前所据蛮莫等地十三处掣回马象夷兵过金沙江而归"
43. ↑  明孝宗实录·一九五卷，3592页，弘治十六年正月己巳条："更议其思陆前有助平思揲之功今有悔祸纳款之顺请赐以名目冠带仍降敕奖谕之兵部会议……奏处其冠带名目之锡则贡使已言思陆不愿不宜轻畀请降敕奖励而厚劳其使者"
44. 1 2  明武宗实录·九卷，276页，正德元年正月甲午条："云南孟养夷思陆先是奉命归蛮莫贡章地于木邦所司欲给以冠带不受至是遣陶孟卜送入贡觊得宣慰司印"
45. ↑  明武宗实录·九卷，276页，正德元年正月甲午条："兵部会议思陆乃前麓川宣慰司任发之裔其祖以逆诛已分其地为干崖陇川南甸三宣抚司馀孽尽逐之江外矣今欲得印似将觊觎旧物难以轻与若别有署置万一彼不乐受有亏国体但当厚其来使遣官伴送比进贡常例之外重加宴赏以慰其心"
46. ↑  琉璃宫史，512-513页
47. ↑  琉璃宫史，515页
48. ↑  琉璃宫史，516-517页
49. ↑  琉璃宫史，517-518页